# French Open 1969
Die 68. French Open 1969 waren ein Tennis-Sandplatzturnier der Klasse Grand Slam, das von der ILTF veranstaltet wurde. Es fand vom 26. Mai bis 8. Juni 1969 in Roland Garros, Paris, Frankreich statt.
Titelverteidiger im Einzel waren Ken Rosewall bei den Herren sowie Nancy Richey bei den Damen. Im Herrendoppel waren Ken Rosewall und Fred Stolle, im Damendoppel Françoise Dürr und Ann Jones und im Mixed Françoise Dürr und Jean-Claude Barclay die Titelverteidiger.

## Herreneinzel
Setzliste
| Nr. | Spieler       | Erreichte Runde |
| --- | ------------- | --------------- |
| 01. | Rod Laver     | Sieg            |
| 02. | Tony Roche    | Halbfinale      |
| 03. | Ken Rosewall  | Finale          |
| 04. | John Newcombe | Viertelfinale   |
| 05. | Tom Okker     | Halbfinale      |
| 06. | Arthur Ashe   | Achtelfinale    |
| 07. | Roy Emerson   | Achtelfinale    |
| 08. | Andrés Gimeno | Viertelfinale   |

| Nr. | Spieler           | Erreichte Runde |
| --- | ----------------- | --------------- |
| 09. | Manuel Santana    | Achtelfinale    |
| 10. | Željko Franulović | Viertelfinale   |
| 11. | Marty Riessen     | 2. Runde        |
| 12. | Ismail El Shafei  | 3. Runde        |
| 13. | Jan Kodeš         | Achtelfinale    |
| 14. | Bob Hewitt        | 3. Runde        |
| 15. | Earl Buchholz     | 2. Runde        |
| 16. | Stan Smith        | Achtelfinale    |

## Dameneinzel
Setzliste
| Nr. | Spielerin        | Erreichte Runde |
| --- | ---------------- | --------------- |
| 01. | Margaret Court   | Sieg            |
| 02. | Billie Jean King | Viertelfinale   |
| 03. | Ann Jones        | Finale          |
| 04. | Nancy Richey     | Halbfinale      |

| Nr. | Spielerin      | Erreichte Runde |
| --- | -------------- | --------------- |
| 05. | Julie Heldman  | Viertelfinale   |
| 06. | Virginia Wade  | 2. Runde        |
| 07. | Françoise Dürr | Achtelfinale    |
| 08. | Kerry Melville | Viertelfinale   |

## Herrendoppel
Setzliste
| Nr. | Paarung                      | Erreichte Runde |
| --- | ---------------------------- | --------------- |
| 01. | John Newcombe Tony Roche     | Sieg            |
| 02. | Ken Rosewall Fred Stolle     | Viertelfinale   |
| 03. | Roy Emerson Rod Laver        | Finale          |
| 04. | Bob Hewitt Frew McMillan     | Viertelfinale   |
| 05. | Tom Okker Marty Riessen      | Halbfinale      |
| 06. | Alex Olmedo Stan Smith       | Achtelfinale    |
| 07. | Ilie Năstase Ion Țiriac      | Halbfinale      |
| 08. | Andrés Gimeno Manuel Santana | Achtelfinale    |

| Nr. | Paarung                         | Erreichte Runde |
| --- | ------------------------------- | --------------- |
| 09. | Arthur Ashe Charlie Pasarell    | Viertelfinale   |
| 10. | Ron Holmberg Dennis Ralston     | 2. Runde        |
| 11. | Bill Bowrey Ray Ruffels         | Viertelfinale   |
| 12. | John Alexander Phil Dent        | 2. Runde        |
| 13. | Pierre Barthes Nikola Pilić     | Achtelfinale    |
| 14. | Tomas Lejus Alexander Metreweli | Achtelfinale    |
| 15. | Earl Buchholz Raymond Moore     | 2. Runde        |
| 16. | Cliff Drysdale Roger Taylor     | 2. Runde        |

## Damendoppel
Setzliste
| Nr. | Paarung                        | Erreichte Runde |
| --- | ------------------------------ | --------------- |
| 01. | Margaret Court Nancy Richey    | Finale          |
| 02. | Rosie Casals Billie Jean King  | Viertelfinale   |
| 03. | Françoise Dürr Ann Jones       | Sieg            |
| 04. | Karen Krantzcke Kerry Melville | Halbfinale      |

| Nr. | Paarung                          | Erreichte Runde |
| --- | -------------------------------- | --------------- |
| 05. | Peaches Bartkowicz Julie Heldman | Viertelfinale   |
| 06. | Lesley Bowrey Virginia Wade      | Viertelfinale   |
| 07. | Gail Chanfreau Rosie Darmon      | Halbfinale      |
| 08. | Laura Rossouw Patricia Walkden   | Viertelfinale   |

## Mixed
Setzliste
| Nr. | Paarung                            | Erreichte Runde |
| --- | ---------------------------------- | --------------- |
| 01. | John Newcombe Billie Jean King     | Halbfinale      |
| 02. | Tom Okker Virginia Wade            | Halbfinale      |
| 03. | Jean-Claude Barclay Françoise Dürr | Finale          |
| 04. | Marty Riessen Margaret Court       | Sieg            |

| Nr. | Paarung                           | Erreichte Runde |
| --- | --------------------------------- | --------------- |
| 05. | Tony Roche Rosie Casals           | Achtelfinale    |
| 06. | Alexander Metreweli Olga Morosowa | Achtelfinale    |
| 07. | Ion Țiriac Ann Jones              | Achtelfinale    |
| 08. | Cliff Richey Nancy Richey         | Viertelfinale   |